# Color Graphics Adapter

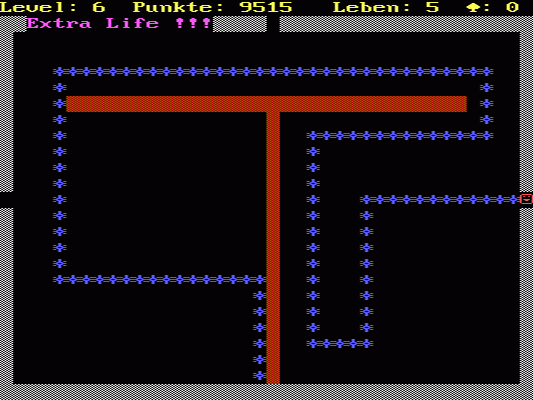

De Color Graphics Adapter (CGA) werd in 1981 geïntroduceerd door IBM en was de eerste grafische kaart van IBM die kleuren kon laten zien.
De eerste CGA-kaarten kostten zo'n 500 gulden (10.000 Belgische frank, 250 euro). Die prijs daalde sterk toen in 1984 de EGA-adapter werd geïntroduceerd. Een standaard CGA-kaart heeft een geheugen van 16 kilobyte.

## Tekstmodus
De kwaliteit van de tekst is minder dan die van de MDA-adapter, omdat alle tekens in een veld van slechts 8×8 pixels zijn gedefinieerd.
De CGA-kaart heeft twee tekstmodi:
- 40×25 tekens.
- 80×25 tekens.

De voorgrondkleur kan uit 16 kleuren gekozen worden, en ook de achtergrondkleur kan voor ieder teken apart worden ingesteld. Daarnaast bestaat er nog de mogelijkheid om alle kleuren als grijstinten te laten zien.

## Grafische modus
De CGA-kaart heeft drie grafische modi:
- 160×200 pixels met 16 kleuren (in "composite mode").
- 320×200 pixels met 4 kleuren.
- 640×200 pixels met 2 kleuren.

Voor spellen werd vooral de modus met een resolutie van 320×200 gebruikt. Daarbij kan gekozen worden uit twee mogelijke kleurenpaletten:
1. Magenta, cyaan, wit en de achtergrondkleur (standaard zwart).
2. Rood, groen, bruin ('donkergeel') en de achtergrondkleur (standaard zwart).

## Sneeuw
Bij de originele CGA-kaarten kan het geheugen op de kaart niet tegelijkertijd gelezen en geschreven worden. Als de computer iets schrijft naar een locatie die tegelijkertijd gelezen wordt om afgebeeld te worden, ontstaat er een probleem. Dit is op het scherm te zien als willekeurige ruis of sneeuw.

## Spellen
Met de CGA-adapter werd het mogelijk om grafische spellen in kleur te maken voor de pc. Er werden verschillende spellen gemaakt die tegenwoordig als vorm van retrocomputing nog steeds gespeeld kunnen worden. Enkele voorbeeld zijn: "Alley Cat" uit 1984, "PC-Man" uit 1982, "Super Ski" uit 1988.
CGA ·
EGA ·
XGA ·
Hercules ·
MDA ·
MCGA ·
QVGA ·
SVGA ·
SXGA ·
UXGA ·
VGA ·
WXGA